# ذمكلى (الحد)

تعديل مصدري - تعديل

ذمكلى هي إحدى قرى عزلة الحد بمديرية الحد التابعة لمحافظة لحج، بلغ تعداد سكانها 114 نسمة حسب تعداد اليمن لعام 2004.